# Иевлев, Валентин Михайлович
Валентин Михайлович Иевлев (род. 1 декабря 1938, с. Пригородка, Воронежская область) — российский физик, доктор физико-математических наук, профессор Воронежского государственного университета, академик РАН (2008).

## Биография
Окончил Воронежский государственный университет (физический факультет). В 1961—1963 годах работал инженером на предприятиях г. Ташкента, в 1963—1966 годах — в КБ радиосвязи г. Воронежа. С 1966 по 1968 гг. — аспирант кафедры физики металлов Воронежского политехнического института.
В 1968 году защитил кандидатскую диссертацию «Некоторые вопросы эпитаксии гранецентрированных кубических металлов», в 1976 году — докторскую диссертацию «Электронно-микроскопическое исследование структуры границ в конденсированных пленках».
С 1969 года — старший преподаватель, доцент, с 1977 года — профессор, декан физико-технического факультета, заведующий кафедрой физики; в 1983—2003 годах — проректор по научной работе ВГТУ (ВПИ). С 2004 года — профессор, с 2008 года — заведующий кафедрой материаловедения и индустрии наносистем Воронежского университета, главный научный сотрудник ВГТУ.
Член Научного Совета по наноматериалам при Президиуме РАН, экспертной комиссии РАН по премиям молодых ученых, секции естественных наук Российского совета по олимпиадам Рособразования, учёных советов ИМЕТ им. А. А. Байкова РАН и ВГУ, редколлегии журналов «Неорганические материалы», «Материаловедение», «Конденсированные среды и межфазные границы»; председатель Регионального экспертного совета РФФИ, научный руководитель технопарка ВГУ и Региональной лаборатории электронной микроскопии и электронографии ВГТУ. Председатель и член докторских диссертационных советов.
Женат, имеет дочь.

## Вклад в науку
Специалист в области электронной микроскопии и физического материаловедения тонкопленочных материалов.
Область научных интересов:
- создание элементной базы приборов микроэлектроники,
- получение кристаллических пленочных материалов,
- разработка структур внутреннего раздела границ в пленочных системах.

Автор более 550 научных публикаций, в том числе 5 монографий и 5 учебных пособий.
Под его руководством была создана одна из самых крупных в стране Региональная научно-исследовательская лаборатория электронной микроскопии и электронографии. Им выполнен комплекс исследований структуры внутренних поверхностей раздела, разработаны представления о релаксированной атомной структуре и субструктуре межфазных границ общего типа в металлических материалах. Исследования по получению и структуре пленочных материалов способствовали созданию новых технологических процессов и элементной базы микроэлектроники.
Является руководителем проблемной лаборатории нитевидных кристаллов, одним из достижений которой стала разработка технологии выращивания систем микрокристаллов кремния и создание на их основе уникальных микродатчиков для предприятий электронной, авиационной, нефтегазовой промышленности, медицины.
Является академиком РАН в отделении химии и наук о материалах с 29 мая 2008 г., заслуженным деятелем науки РСФСР (1991), членом бюро Отделения физикохимии и технологии неорганических материалов РАН, Межведомственного совета Миннауки России и РАН по проблемам регионального научно-технического развития и сотрудничества, председателем Центрально-Чернозёмного регионального научно-координационного совета, заведующий кафедрой материаловедения и индустрии наносистем Центра инновационных образовательных программ. Лауреат Золотого фонда Воронежской области, награждён медалью ордена «За заслуги перед Отечеством» II степени (1999) и Почётной грамотой Президента Российской Федерации за заслуги в развитии отечественной науки, многолетнюю плодотворную деятельность и в связи с 300-летием со дня основания Российской академии наук (2024). Среди его учеников 4 доктора и 26 кандидатов наук.